# Sagephora felix
Sagephora felix är en fjärilsart som beskrevs av Edward Meyrick 1914. Sagephora felix ingår i släktet Sagephora och familjen äkta malar. Inga underarter finns listade.